# Катастрофа Ил-76 под Рыбным Уяном
Катастрофа Ил-76 под Рыбным Уяном — авиационная катастрофа, произошедшая 1 июля 2016 года в Иркутской области. Транспортный самолёт Ил-76ТД «Николай Каманин» МЧС России вылетел из Иркутска на тушение лесных пожаров. После очередного сброса воды самолёт врезался в сопку в 4 километрах южнее населённого пункта Рыбный Уян и полностью разрушился. Погибли все находившиеся на его борту 10 членов экипажа.

## Самолёт
Ил-76ТД (регистрационный номер RA-76840, заводской 1033417553, серийный 89-09) был выпущен Ташкентским авиационным производственным объединением имени В. П. Чкалова (ТАПОиЧ) 31 октября 1994 года. 1 января 1995 года с б/н RA-76378 был передан Авиакомпании лётчиков-испытателей (АЛИС). 27 декабря 1995 года был куплен МЧС России и его бортовой номер сменился на RA-76840. 31 июля 1997 года самолёту было торжественно присвоено имя Николай Каманин. С 26 августа по 21 декабря 2005 года находился на хранении. Оснащён четырьмя двигателями Д-30КП-2 производства НПО «Сатурн». На день катастрофы совершил 3069 циклов «взлёт-посадка» и налетал 9064 часа.
В ноябре 2015 года принимал участие в ликвидации последствий катастрофы A321 над Синайским полуостровом.
По информации МЧС России, в последние дни перед катастрофой самолёт совершил около 33 боевых вылетов и защитил от пожаров более 30 населённых пунктов.

## Экипаж
Состав экипажа борта RA-76840 был таким:
- Командир воздушного судна (КВС) — 64-летний Леонид Семёнович Филин. Очень опытный пилот, проработал в МЧС России 21 год (с 1995 года), заслуженный пилот РФ. Был награждён Орденом Мужества (в 1997 и 1998 годах) и медалями «За отвагу» и «За боевые заслуги». В должности командира Ил-76 — с 1 октября 1991 года. Налетал 11 209 часов, 8711 из них на Ил-76.
- Второй пилот — 41-летний Алексей Алексеевич Лебедев. Опытный пилот, проработал в МЧС России 9 лет (с 2007 года). В должности второго пилота Ил-76 — с 25 августа 2000 года. Налетал 5584 часа, 5124 из них на Ил-76.
- Штурман — 47-летний Георгий Лаврентьевич Петров. Проработал в МЧС России 6 лет (с 2008 года). В должности штурмана Ил-76 — с 24 июля 1989 года. Налетал 7050 часов, 6891 из них на Ил-76.
- Бортинженер — 58-летний Виктор Николаевич Кузнецов. Проработал в МЧС России 20 лет (с 1996 года). Был награждён медалью «За спасение погибавших» и медалью Нестерова. В должности бортинженера Ил-76 — с 4 ноября 1991 года. Налетал 12 463 часа, 9276 из них на Ил-76.
- Бортрадист — 56-летний Игорь Евгеньевич Мурахин. Проработал в МЧС России 5 лет (с 2011 года). В должности бортрадиста Ил-76 — с 29 марта 2011 года. Налетал 12 554 часа, 8250 из них на Ил-76.
- Бортоператор — 43-летний Сергей Анатольевич Сусов. Проработал в МЧС России 6 лет (с 2008 года). В должности бортоператора Ил-76 — с 24 декабря 1996 года. Налетал 7385 часов, все на Ил-76.
- Бортоператор — 47-летний Сергей Аркадьевич Макаров. Проработал в МЧС России 5 лет (с 2011 года). В должности бортоператора Ил-76 — с 17 ноября 1994 года. Налетал 6466 часов, все на Ил-76.
- Бортоператор — 51-летний Марат Маркленович Хадаев. Проработал в МЧС России 4 года (с 2012 года). В должности бортоператора Ил-76 — с 10 марта 1996 года. Налетал 8151 час, все на Ил-76.
- Авиатехник — 53-летний Вадим Георгиевич Жданов. Проработал в МЧС России 5 лет (с 2011 года).
- Авиатехник — 50-летний Андрей Михайлович Машнинов. Проработал в МЧС России 6 лет (с 2008 года).

## Катастрофа
1 июля 2016 года Ил-76ТД борт RA-76840 участвовал в тушении лесных пожаров в Иркутской области. Примерно в 11:30 IKT самолёт должен был выйти на связь с диспетчерами, однако этого не последовало. Через несколько часов самолёт был признан пропавшим. Были начаты его поиски, которые в первый день из-за плохих погодных условий, задымления и почти нулевой видимости не увенчались успехом.
2 июля поиски были продолжены, к ним были привлечены более 500 человек поисково-спасательных отрядов и 50 единиц техники. Был выделен квадрат поиска пропавшего самолёта площадью около 7000 км², из которых было обследовано более 2400 км². Между тем Следственным Комитетом РФ было возбуждено уголовное дело по признакам преступления, предусмотренного статьёй 263 УК РФ («Нарушение правил безопасности движения и эксплуатации воздушного транспорта»).
3 июля около 02:00 московского времени в 4-х километрах южнее населённого пункта Рыбный Уян на склоне одной из сопок были найдены обломки самолёта. Он был найден одной из наземных групп спасателей отряда «Центроспас» в том квадрате поиска, который ранее был определён как возможное местонахождение самолёта. Самолёт почти полностью разрушился и сгорел, и как было заявлено: От него остался один хвост. Позднее были обнаружены тела всех 10 членов экипажа.

## Расследование
Расследованием причин катастрофы занялся Межгосударственный авиационный комитет (МАК).
В качестве причин катастрофы рассматривались:
- ошибка пилотов,
- лесной пожар,
- столкновение с землёй вследствие плохой видимости.

4 июля эксперты закончили расшифровку речевого самописца. Было отмечено, что экипаж Ил-76 до последнего момента не подозревал о скором крушении. Судя по записи переговоров в кабине пилотов, столкновение с землей было внезапным. По данным расшифровки, самолёт находился в зоне сильного задымления, из-за чего пилоты не заметили сопку, в которую, скорее всего, и врезался самолёт.
5 августа 2016 года МАК опубликовал промежуточный отчёт расследования. Согласно ему, крушение борта RA-76840 произошло из-за крайне низкой видимости, вызванной задымлением тайги. В докладе указывается, что земля просматривалась только «под собой» или вообще не просматривалась.
При этом в течение примерно 7 минут до прерывания связи с диспетчером (предполагаемого падения) многократно регистрировались речевые предупреждения: «Тяни вверх» и «Впереди земля».
По факту авиационной катастрофы Восточно-Сибирским следственным управлением на транспорте Следственного комитета Российской Федерации было возбуждено и расследовалось уголовное дело.

## Память
- Гражданская панихида по погибшим членам экипажа прошла 6 июля 2016 года в Жуковском.
- 9 июля на месте катастрофы был установлен 12-метровый памятный крест, на котором прикреплен бортовой номер разбившегося самолёта.
- 11 июля на месте катастрофы был установлен православный крест. Он был доставлен вертолётом Ми-8 Сибирского регионального центра МЧС России. Настоятель Харлампиевского Михайло-Архангельского храма отец Евгений освятил крест и провёл службу.
- 20 июля Указом Президента Российской Федерации с формулировкой «за мужество, отвагу и самоотверженность, проявленные в экстремальных условиях» весь экипаж был награждён орденами Мужества посмертно[4].